# UFC Fight Night: Maia vs. Askren
UFC Fight Night: Maia vs. Askren (también conocido como UFC on ESPN+ 20 o UFC Fight Night 162) fue un evento de artes marciales mixtas producido por Ultimate Fighting Championship que se llevó a cabo el 26 de octubre de 2019 en el Estadio Cubierto de Singapur de Kallang, Singapur.

## Historia
El evento estelar contó con una pelea de peso wélter entre el exretador al Campeonato de Peso Wélter de UFC y al Campeonato de Peso Medio de UFC, Demian Maia y el excampeón de peso wélter de Bellator y excampeón de peso wélter de ONE, Ben Askren.
Una pelea de peso pesado entre Greg Hardy y Jarjis Danho estaba programada para el evento. Sin embargo, Danho fue retirado del evento por una razón no revelada. Fue reemplazado por Ben Sosoli el 19 de septiembre y la pelea se trasladó a UFC on ESPN: Reyes vs. Weidman una semana antes.
Yan Xiaonan estaba programado para enfrentarse a Ashley Yoder en el evento. Sin embargo, Yan se retiró de la pelea a fines de septiembre citando una lesión en el pie. Fue reemplazada por Randa Markos.
Ian Heinisch enfrentaría a Brad Tavares en el evento. Sin embargo, Heinisch fue retirado del combate a principios de octubre por razones no reveladas. A su vez, Tavares fue retirado del evento por completo y reprogramado para enfrentar a Edmen Shahbazyan una semana después en UFC 244.
Karol Rosa tenía previsto enfrentarse a Julia Ávila en el evento. Sin embargo, Rosa se retiró de la pelea a mediados de octubre, citando una lesión en la rodilla y la pelea fue cancelada.

## Premios extra
Los siguientes peleadores recibieron $50,000 en bonos:
- Pelea de la Noche: Demian Maia vs. Ben Askren
- Actuación de la Noche: Beneil Dariush y Ciryl Gane